# Manuel Hilario de Céspedes y García Menocal
Manuel Hilario de Céspedes y García Menocal (ur. 11 marca 1944 w Hawanie, zm. 26 marca 2025) – kubański duchowny rzymskokatolicki, w latach 2005–2022 biskup Matanzas.

## Życiorys
Święcenia kapłańskie przyjął 21 maja 1972. Inkardynowany do diecezji Pinar del Rio, przez 12 lat pracował jednak na terenie wenezuelskiej archidiecezji Caracas. W 1984 wrócił do rodzinnej diecezji i objął funkcję proboszcza, zaś w 2002 został kanclerzem kurii oraz wikariuszem generalnym diecezji.
7 maja 2005 papież Benedykt XVI mianował go biskupem diecezji Matanzas. Sakry biskupiej udzielił mu 4 czerwca 2005 bp José Siro González Bacallao.